# Zofia z Turyngii
Zofia z Turyngii (Zofia Brabancka, niem. Sophie von Brabant, Sophie von Thüringen, ur. 20 marca 1224 na zamku Wartburg, zm. 29 maja 1275 w Marburgu) – córka św. Elżbiety z Turyngii, księżna Brabancji, żona Henryka II, matka Henryka I Dziecię, pierwszego landgrafa Hesji i założyciela dynastii heskiej.

## Dzieciństwo
Zofia z Turyngii urodziła się 20 marca 1224 roku na zamku Wartburg w Turyngii, siedzibie dynastii Ludowingów. Jej rodzicami byli: Ludwik IV Święty, landgraf Turyngii i palatyn saski oraz święta Elżbieta z Turyngii, córka króla Węgier Andrzeja II. Jej bratem był Herman II, siostrą bł. Gertruda z Altenbergu, wujenką bł. Salomea, a siostrami wujecznymi: święta Kinga i bł. Jolenta.

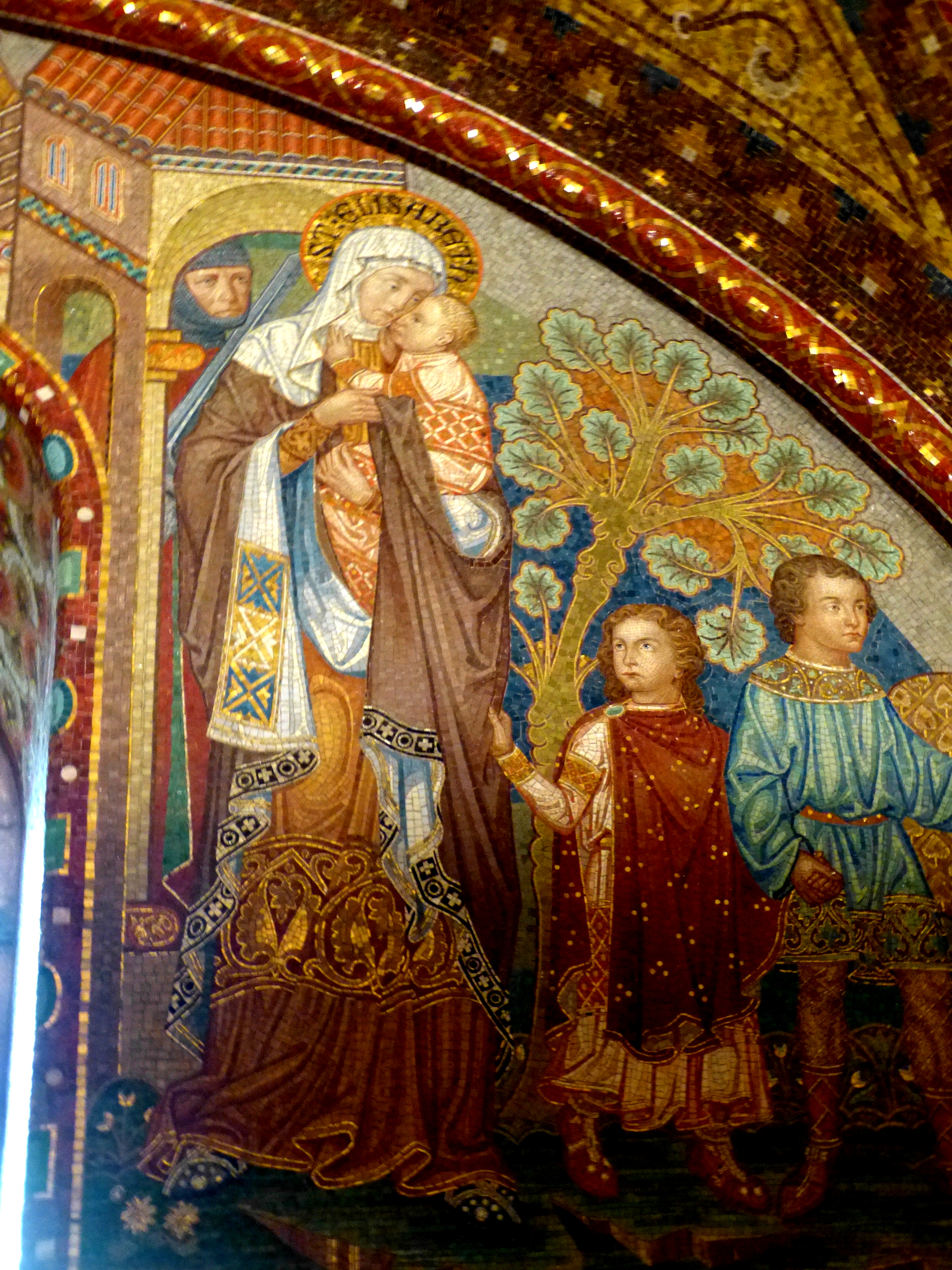
Zofia z Turyngii wraz z matką i rodzeństwem opuszcza Wartburg

Po śmierci ojca, w drodze na wyprawę krzyżową, 11 września 1227 roku, Zofia została wraz z matką, bratem i właśnie narodzoną siostrą, zmuszona przez stryja, Henryka Raspe, który ogłosił się regentem w imieniu czteroletniego Hermana II, do opuszczenia Wartburgu. Rodzina schroniła się wpierw u ubogich poddanych w Eisenach, a na wiosnę 1228 w opactwie benedyktynek w Kitzingen, którego ksienią była m. Mechtylda, ciotka Elżbiety, siostra świętej Jadwigi Śląskiej. Następnie przeniosła się do zamku Bollenstein, pod opiekę wuja Elżbiety, biskupa Bambergu Ekberta von Andechs-Meranien, brata Mechtyldy i św. Jadwigi, a potem do jego posiadłości w Pottenstein. Gdy w 1229 roku św. Elżbieta przeprowadziła się do Marburga, jej kierownik duchowy, Konrad z Marburga, nakazał odesłanie Zofii i Hermana pod nadzór bpa Ekberta. 17 listopada 1231 roku Elżbieta Węgierska zmarła.
W późniejszych latach Zofia wychowywana była, wraz z bratem Hermanem, na zamku w Creuzburgu, przygotowując się do przyszłego małżeństwa. Po 1235 roku została zaręczona z owdowiałym księciem Brabancji, Henrykiem II. 1 maja 1236 roku brała udział w uroczystościach w Marburgu, związanych z wcześniejszą o rok kanonizacją swej matki, św. Elżbiety.

## Księżna Brabancji

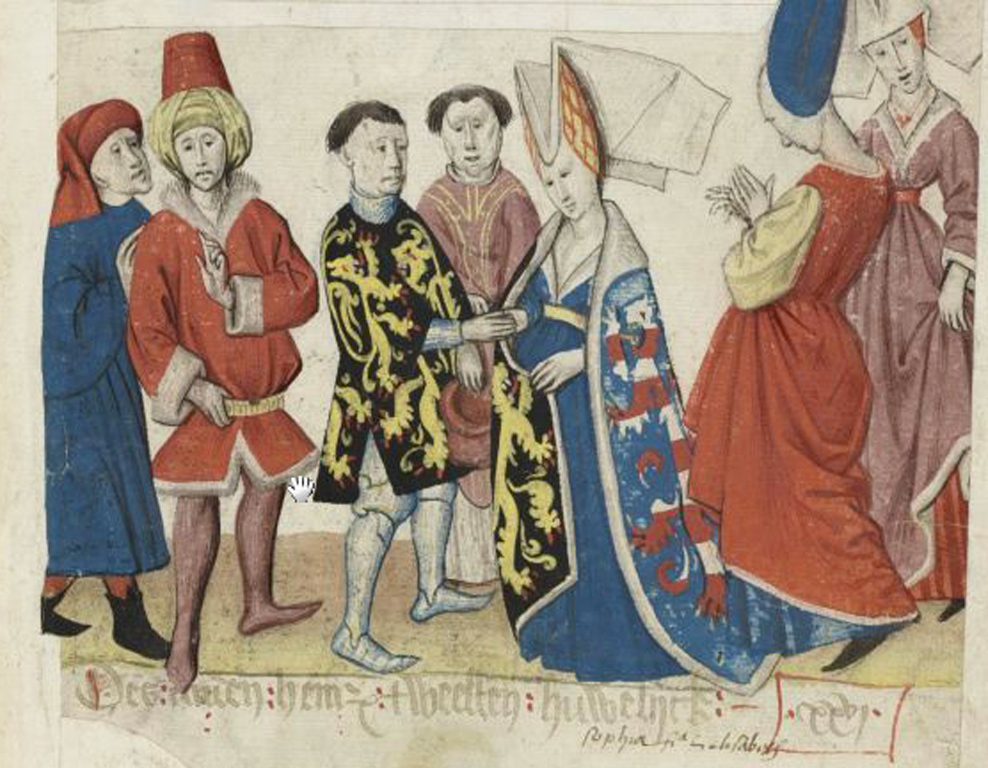
Ślub Zofii z Henrykiem II

Zofia z Turyngii wyszła za księcia Henryka II w 1241 roku (według ówczesnych roczników Annales Parchenses, w literaturze podawane są wszystkie lata od 1237 do 1242). W 1243 roku urodziła córkę Elżbietę, którą w 1254 roku poślubił książę Brunszwiku i Lüneburga Albrecht I Wielki. 24 czerwca 1244 roku urodziła syna Henryka.
Swoje dokumenty i listy sygnowała:

My, Zofia, córka św. Elżbiety, księżna Brabancji.

Brat Zofii Brabanckiej, Herman zmarł w 1241 roku nie doczekawszy się przejęcia pełni władzy z rąk stryja. Rządzący od tego czasu Turyngią jako landgraf, Henryk Raspe umarł bezpotomnie 16 lutego 1247 roku. Wówczas rozpoczęła się walka o sukcesję w tym kraju. Jednym z pretendentów do dziedzictwa Ludowingów stał się trzyletni syn Zofii, Henryk. Jego głównymi konkurentami byli synowie sióstr Ludwika IV Świętego i Henryka Raspe: margrabia Miśni i Łużyc Henryk Dostojny, książę Anhalt-Zerbst Zygfryd I i hrabia Hennebergu Herman. Roszczenia wobec rozległych terenów w Turyngii, należących do Arcybiskupstwa Moguncji, zgłosił też natychmiast arcybiskup Zygfryd III z Eppsteinu.

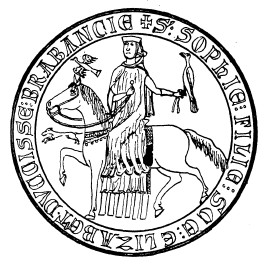
Pieczęć Zofii Brabanckiej

Wskutek starań Zofii, szlachta z zachodniej części Turyngii, wraz z zakonem krzyżackim mającym tam duże posiadłości i siedzibę w Marburgu, na wspólnym zgromadzeniu na wrzosowisku Mader Heide koło Gudensbergu, tradycyjnym miejscu wieców i sądów w tym regionie, ogłosiła małego Henryka landgrafem Turyngii. Zofia przyjęła wówczas tytuł pani Turyngii (niem. Herrin von Thüringen, w literaturze występuje też określenie Landgräfin von Thüringen i Landgräfin von Hessen).
W maju 1247 roku książę Henryk II wyruszył do Turyngii, aby zabezpieczyć dziedzictwo żony i syna. W połowie tego miesiąca objeżdżał Oberlahngau, a następnie przez Marburg i Bad Hersfeld przybył do zamku Wartburg, jako reprezentant Zofii. Pod koniec maja był z powrotem w Marburgu, ale w czerwcu wrócił do Brabancji, by zaangażować się w starania swego siostrzeńca Wilhelma z Holandii o koronę królewską Niemiec, również po Henryku Raspe.
Henryk II zmarł 1 lutego 1248 roku, a jego następcą został najstarszy syn, z pierwszego małżeństwa z Marią Hohenstauf, Henryk III, koronowany 1 listopada tego roku. Zofia zamieszkała w zamku położonym we wsi Sint-Agatha-Rode nad rzeką Dijle w Brabancji i zaangażowała się całkowicie w walkę o sukcesję w Turyngii dla swego syna Henryka, dając się poznać jako kobieta mężna, odważna, energiczna i wytrwała.

## Pani Turyngii i regentka Hesji
23 kwietnia 1248 roku Zofia Brabancka przybyła z synkiem do Marburga, gdzie zostali przyjęci w uroczystej procesji. Potwierdziła tam krzyżakom wszystkie wcześniejsze nadania od Ludowingów w Turyngii. Dzięki poparciu zakonu, który budował kościół św. Elżbiety w Marburgu i uznał ją za swą patronkę, Zofia zabezpieczyła roszczenia swego syna w tym mieście oraz w Kassel. Jesienią oraz w 1249 roku zajęła zbrojnie kilka okolic Oberlahngau, przybywając do Grünbergu, dzięki wsparciu, którego udzielili grafowie: Zygfryd von Wittgenstein, Gerhard von Wildenberg i Konrad von Elben.
2 marca 1250 roku zawarła z Henrykiem Dostojnym porozumienie w Eisenach (niem. Eisenacher Richtung), na mocy którego przekazała mu na dziesięć lat kuratelę nad swym synem, w zamian za uznanie jego dziedzictwa w zachodniej części Turyngii. Zofia powróciła na dwa lata do Brabancji, po czym przybyła do Eisenach we wrześniu 1252 roku. W maju 1254 roku Henryk Dostojny zawarł układ z arcybiskupem mogunckim Gerhardem I von Daun-Kirberg, wykupując roszczenia arcybiskupstwa do dóbr we wschodniej części kraju, ale kwestię ich w części zachodniej pozostawił do czasu uzyskania pełnoletności przez Henryka (według prawa salickiego 24 czerwca 1256). Zdaniem niektórych Zofia uznała to za naruszenie umowy z 1250 roku i zwróciła się przeciwko Henrykowi Dostojnemu, wchodząc w sojusz z księciem Brunszwiku Albrechtem I, który władał częścią północnej Turyngii i w tym roku poślubił jej córkę, Elżbietę. Według innych sojusz ten nie był wymierzony w Henryka Dostojnego, gdyż Zofia przez następne kilka lat angażowała się w sprawy Brabancji, wspieranie Wilhelma z Holandii i różne problemy niemieckie. Wiosną 1259 roku Zofia z Albrehtem rozpoczęli zbrojną kampanię w Turyngii, w 1260 roku burząc grody w okolicach Wartburgu, a Creuzburg i Eisenach przeszły pod panowanie Zofii. Rok później Henryk Dostojny odbił Eisenach.
Kolejny arcybiskup moguncki, Werner z Eppsteinu w 1261 roku ekskomunikował Zofię i jej syna, a kraj obłożył interdyktem, jednak ona nie ustąpiła, prowadząc dalsze działania zbrojne i dyplomatyczne. 12 września 1263 roku zawarto układ, na mocy którego abp Werner uznał władzę Henryka w zachodniej części dziedzictwa Ludowingów. Wojna zakończyła się w roku 1264, a Turyngia została ostatecznie podzielona. Jej zachodnia część przypadła synowi Zofii, zaś wschodnia część Henrykowi Dostojnemu i jego synom. Powstało wówczas w Cesarstwie nowe państwo – Hesja, w którym objęła rządy Zofia z Turyngii, jako regentka w imieniu syna, landgrafa Henryka I.

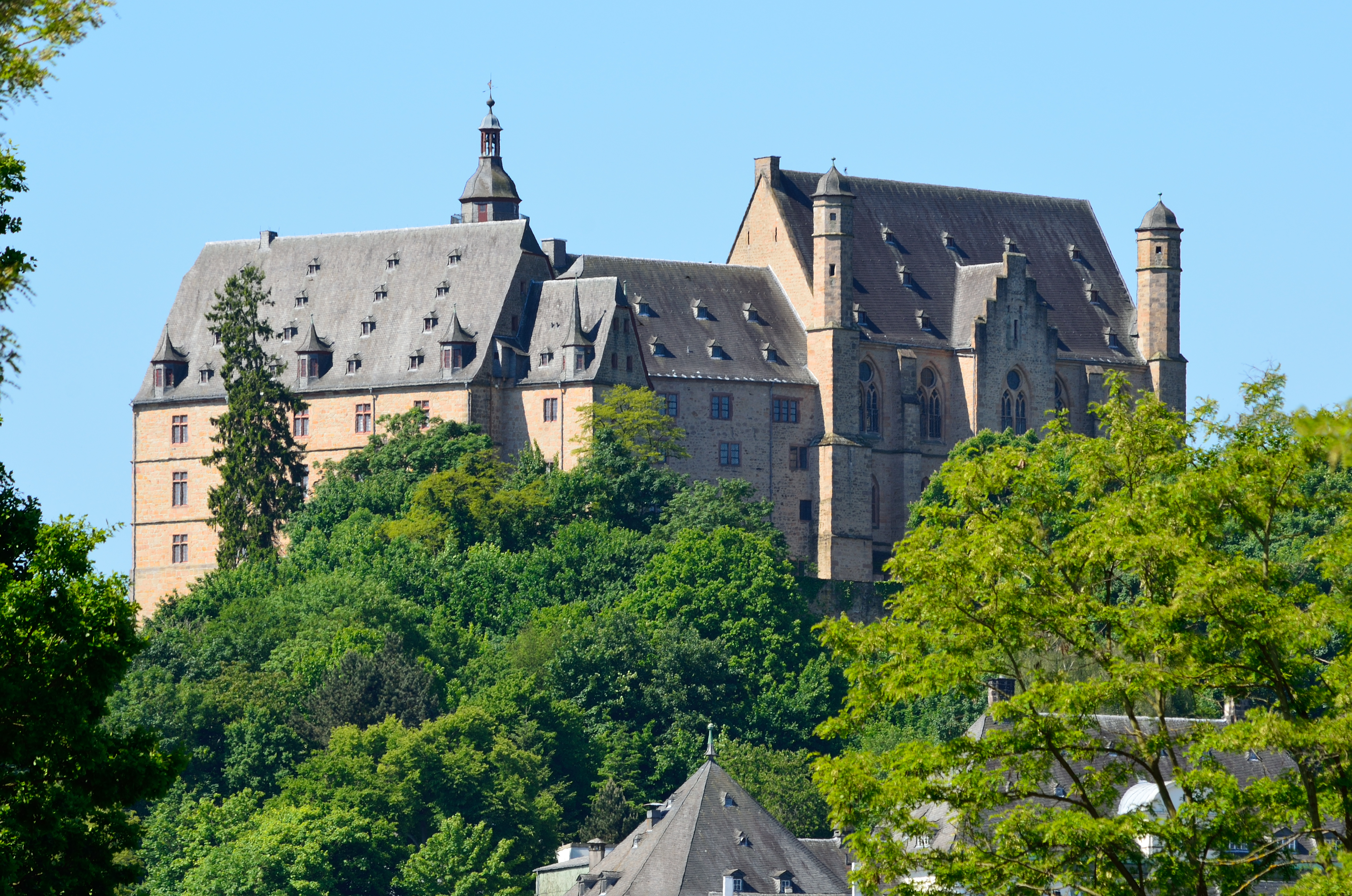
Zamek w Marburgu

Na stolicę nowego państwa Zofia obrała Marburg, dynamicznie rozwijający się ośrodek pielgrzymkowy, jako miejsce spoczynku i kultu jej matki, św. Elżbiety z Turyngii, przyszłej patronki dynastii heskiej. Rozpoczęła w nim budowę nowego, obszernego zamku, na siedzibę władców Hesji, który nadal góruje nad miastem, na wysokości 102 m nad poziomem Lahnu.
Zofia z Turyngii przekazała synowi samodzielne rządy w 1265 roku, pozostając w Marburgu do śmierci, 29 maja 1275 roku. Pochowana została obok męża w brabanckim opactwie cystersów w Villers-la-Ville. Dynastia heska, której dał początek Henryk, panowała do 1918 roku. W związku z kluczową rolą Zofii, która wieloletnimi staraniami wywalczyła synowi panowanie w Hesji, została ona nazwana matką rodu (niem. die Stammmutter), a w sztuce przedstawiana jest jako podająca dziecko.